# Edmond Dupouy
Pour les articles homonymes, voir Dupouy.
Joseph-Jean-Baptiste-Edmond Dupouy, dit Edmond Dupouy, né le 15 octobre 1838 à Colmar et mort le 3 août 1920 à Saint-Cloud, est un médecin, journaliste, considéré comme un des pionniers du spiritisme en France. 

## Biographie
Né à Colmar le 15 octobre 1838, Joseph-Jean-Baptiste-Edmond Dupouy est le fils d'Anne Dupouy, née Dupont, et de Joseph-Jules Dupouy (1802-1865), alors sous-lieutenant au 54e régiment d'infanterie de ligne, natif d'Auch.
Interne à la Maison impériale de Charenton sous la direction du docteur Calmeil, Edmond Dupouy est lauréat des concours Esquirol (1865) et Aubanel (1868), délivrés par la Société médico-psychologique et récompensant des mémoires sur les pathologies mentales. Il s'établit médecin à Paris en 1869. Pendant le siège de la capitale, il est médecin-major au sein du 144e bataillon de la garde nationale.
En 1875, il fonde un journal spécialisé, Le Médecin. Sous-intitulé Moniteur de la santé publique (puis Moniteur de la policlinique), cet hebdomadaire devient par la suite le Moniteur de l'hygiène publique. Directeur de ce journal pendant 27 ans, Dupouy est également l'auteur de nombreux ouvrages et articles scientifiques.
Collaborateur du journal antisémite La Libre Parole entre 1892 et 1907, il signe ses articles « Dr Dupouy (d'Auch) » à partir de 1894, afin de se distinguer de ses « nombreux homonymes dans le corps médical ». En 1896, il est l'un des jurés du concours organisé par ce journal sur l'étude « des moyens pratiques d'arriver à l'anéantissement de la puissance juive en France ». C'est d'ailleurs le directeur de La Libre Parole, Édouard Drumont, qui signe la préface de la première édition de Sciences occultes et physiologie psychique (1898), un ouvrage du docteur Dupouy consacré au spiritisme et aux phénomènes médiumniques. Croyant en l'existence de l'âme et d'une force vitale, Dupouy a rédigé ce livre une dizaine d'années après avoir mené des expériences sur ces sujets aux côtés de son ami le docteur Timothée Puel (en).
Au début du XXe siècle, il est conseiller municipal à Saint-Cloud. Pendant la Première Guerre mondiale, il accepte les responsabilités de médecin-chef de l'hôpital civil et militaire de cette commune.
Il meurt le 3 août 1920 à son domicile du no 7 rue de Nogent à Saint-Cloud.
Marié à Marie-Mathilde Tourly puis à Marie-Mathilde Kubler, il est le père de Marcel Dupouy (1871-19..) et de Roger Dupouy (1877-1945), qui ont également exercé la médecine.